# Heaven for Everyone
„Heaven for Everyone“ je píseň napsaná bubeníkem britské rockové skupiny Queen Rogerem Taylorem. Původně byla vydána na albu jeho skupiny The Cross s názvem Shove It. Později byla píseň přepracována skupinou Queen a vyšla na albu Made in Heaven roku 1995.

## Historie
Původně píseň složil Roger Taylor pro album A Kind of Magic skupiny Queen. Píseň ale nestihl napsat celou a album už bylo vydáno. Rozhodl se proto, že píseň zařadí do alba Shove It své skupiny The Cross. Tak se stalo a skupina píseň ještě v roce 1988 vydala jako singl. Roku 1995, čtyři roky po smrti zpěváka Freddieho Mercuryho, se píseň rozhodli zpracovat 3 zbylí členové skupiny Queen (Brian May, Roger Taylor a John Deacon). Natočili nový videoklip a nahráli svou vlastní hudbu. Tato verze vyšla na albu Made in Heaven z roku 1995 a tentýž rok byla píseň vydána i jako singl.

## Obsazení nástrojů
verze The Cross
- Roger Taylor – hlavní vokály, většina nástrojů
- Spike Edney – klávesy, doprovodné vokály
- Freddie Mercury – doprovodné vokály

verze Queen
- Freddie Mercury – hlavní a doprovodné vokály
- Brian May – elektrická kytara, doprovodné vokály
- Roger Taylor – bicí, klávesy, doprovodné vokály
- John Deacon – basová kytara

## Umístění v žebříčcích

### Týdenní žebříčky
| Žebříček (1995)                       | Umístění |
| ------------------------------------- | -------- |
| Austrálie (ARIA)                      | 15       |
| Rakousko (Ö3 Austria Top 40)          | 4        |
| Belgie (Ultratop 50 Flanders)         | 8        |
| Belgie (Ultratop 50 Wallonia)         | 4        |
| Evropa (European Hot 100 Singles)     | 5        |
| Finsko (Suomen virallinen lista)      | 5        |
| Francie (SNEP)                        | 8        |
| Německo (Official German Charts)      | 15       |
| Maďarsko (Mahasz)                     | 1        |
| Ialand (Íslenski listinn)             | 3        |
| Irsko (Irish Singles Chart)           | 7        |
| Itálie (Musica e dischi)              | 4        |
| Nizozemsko (Dutch Top 40)             | 3        |
| Nizozemsko (Single Top 100)           | 2        |
| Nový Zéland (Recorded music NZ)       | 25       |
| Norsko (VG-lista)                     | 18       |
| Polsko (LP3)                          | 1        |
| Skotsko                               | 2        |
| Švédsko (Sverigetopplistan)           | 29       |
| Švýcarsko (Schweizer Hitparade)       | 9        |
| Spojené království (UK Singles Chart) | 2        |

### Roční žebříčky
| Žebříček (1995)                       | Umístění |
| ------------------------------------- | -------- |
| Austrálie (ARIA)                      | 100      |
| Belgie (Ultratop 50 Flanders)         | 69       |
| Belgie (Ultratop 50 Wallonia)         | 52       |
| Evropa (Eurochart Hot 100)            | 43       |
| Francie (SNEP)                        | 67       |
| Nizozemsko (Single Top 100)           | 32       |
| Spojené království (UK Singles Chart) | 41       |

## Certifikace
| Region             | Certifikace | Počet prodaných nosičů |
| ------------------ | ----------- | ---------------------- |
| Francie            | zlato       | 250 000                |
| Spojené království | stříbro     | 200 000                |